# 2002년 대한민국 슈퍼컵
대한민국 슈퍼컵 2002는 대한민국 슈퍼컵의 4번째 대회이다. 성남 일화 천마가 K리그의 우승 팀 자격으로, 대전 시티즌이 FA컵의 우승 팀 자격으로 대회에 참가했다. 성남 일화 천마가 대전 시티즌을 1-0로 꺾고 첫 번째 우승을 기록했다.

## 경기
| 팀 1           | 결과 | 팀 2        |
| -------------- | ---- | ----------- |
| 성남 일화 천마 | 1-0  | 대전 시티즌 |

| 성남 일화 천마 | 1 : 0 | 대전 시티즌 |
| -------------- | ----- | ----------- |
| 샤샤 90′       |       |             |